# Планинска жаба
Планинската жаба (Rana temporaria) е вид водна жаба, разпространена в почти цяла Европа, включително и България. Цветът ѝ варира от зелено до кафяво, а на дължина достига до 10 cm, като женските са по-едри.

## Разпространение и биотоп
Планинската жаба е разпространена в Европа, с изключение на средната и южната част на Пиренейския полуостров, Апенинския полуостров, Южна Албания и Гърция, както и на степната зона в Южна Украйна и Южна Русия. На изток ареалът ѝ достига до долното течение на Иртиш.
В България се среща на надморска височина от 800 до 2500 m. Вероятно видът е реликт от последния ледников период и се среща само в относително високите планини – Рила, Пирин, Родопите, Стара планина, Витоша, Осоговска планина, Същинска Средна гора, Голо бърдо, Лозенска планина и Плана.
Планинската жаба обитава всички влажни местности в планините – мочурища, потоци, езера и други. Среща се от пояса на широколистните гори до най-високите части на планините, почти лишени от растителност.

## Подвидове
- R. t. temporaria
- R. t. honnorati
- R. t. parvipalmata

## Начин на живот и хранене
Планинската жаба се храни главно с насекоми, по-рядко червеи и охлюви, които лови най-често на сушата с дългия си лепкав език. Зимата прекарва под водата.

## Размножаване
Планинската жаба снася между края на януари и началото на юни в плитки застояли водоеми от 5000 до 10 000 яйца, които са обвити в прозрачна пихтиеста обвивка, прикрепени към някое водно растение. Метаморфозата продължава от август до октомври.

## Допълнителни сведения
Планинската жаба е защитена от Приложение III на Бернската конвенция и от Приложения II и IV на Закона за биологичното разнообразие.